# A.S. Watson Group
De A.S. Watson Group, ook wel Watsons genoemd, is de detailhandeldivisie van het Hongkongse Hutchison Whampoa (CK Hutchison Holdings). Na enkele overnames in de 21e eeuw is A.S. Watson anno 2009 de grootste drogisterijketen in de wereld. Per eind 2017 telde het 14.100 vestigingen in 24 landen. Watsons is sinds 2002 volledig eigenaar van het Nederlandse Kruidvat. Marionnaud maakte ook enige tijd deel uit van de groep. 

## Overname Kruidvat
In augustus 2002 kocht Watsons het Nederlandse Kruidvat voor 1,3 miljard euro van de familie de Rijcke. Daarmee kwamen 1900 winkels in Nederland, België, Polen, Tsjechië, Hongarije en Groot-Brittannië in Chinese handen. Onder Kruidvat vallen niet alleen de Kruidvat-drogisterijen en de parfumerieketen ICI Paris XL in Nederland en België, maar ook Trekpleister en het Britse Superdrug. Door deze overname werd Watsons een van de grootste winkelketens voor persoonlijke verzorging ter wereld, met een omzet van meer dan 7 miljard euro. Het bedrijf had tot deze fusie 27.000 medewerkers verdeeld over 1300 winkels in Azië en Europa. Bij Kruidvat werkten zo’n 24.000 mensen. Twee jaar eerder nam Watsons de Britse keten Savers over.

## Mogelijke beursgang
In oktober 2013 overwoog het moederbedrijf een minderheidsbelang in Watsons naar de beurs te brengen. Het detailhandelsbedrijf realiseerde in 2012 een omzet van HK$ 149 miljard, circa € 14 miljard, en een bedrijfsresultaat van € 940 miljoen. De beursgang ging uiteindelijk niet door.
In maart 2015 werd bekend dat Temasek Holdings een kwart van de aandelen Watsons gaat kopen. Het sovereign wealth fund uit Singapore is bereid US$ 5,7 miljard te betalen voor het minderheidsbelang.